# Кокарик (Абайський сільський округ)
Кокари́к (каз. Көкарық) — село у складі району Турара Рискулова Жамбильської області Казахстану. Входить до складу Абайського сільського округу.
Населення — 932 особи (2021; 867 у 2009, 820 у 1999, 794 у 1989).